# Heracleum
Heracleum es un género de unas 40 especies de hierbas bianuales y perennes de la familia Apiaceae. Se encuentran en zonas templadas del hemisferio norte y en las altas montañas de Etiopía.

## Descripción
Son  plantas perennes, pubescentes. Con hojas simples o compuestas, 1-3-pinnadas. Rayos 3 a numerosos. Involucro de brácteas o algunos que carecen. Involucelo de unos pocas a muchas bracteolas lineales a lanceoladas u ovaladas. Dientes del cáliz evidentes u obsoletos. Pétalos blancos , raramente amarillos, con las flores exteriores en una umbela grande. Fruto elíptico, fuertemente comprimido dorsalmente, oblongas, obovadas, orbiculares o piriforme, crestas dorsales.

## Taxonomía
El género fue descrito por  Carlos Linneo y publicado en Species Plantarum 1: 249–250. 1753. La especie tipo es: Heracleum sphondylium L. 

## Especies más importantes
- Heracleum acontifolium
- Heracleum algeriense
- Heracleum alpinum
- Heracleum arcticum
- Heracleum basvicum
- Heracleum calcareum
- Heracleum candolleanum
- Heracleum idae
- Heracleum mantegazzianum
- Heracleum maximum
- Heracleum rapula
- Heracleum rigeus
- Heracleum setosum
- Heracleum sibiricum
- Heracleum sosnowskyi
- Heracleum sphondylium
- Heracleum verrososum
- Heracleum yunnanense